# Момот, Евгений Григорьевич
Евгений Григорьевич Момот (3 марта 1902 года, с. Любинская, Кубанская область, Российская империя — 10 марта 1957 года, Ленинград, РСФСР) — советский учёный в области радио, доктор технических наук, профессор.

## Биография
Родился 3 марта 1902 года в станице Любинская Кубанской области. В 1919 году окончил реальное училище в Екатеринодаре и поступил на электротехническое отделение Кубанского политехнического института. В 1923 году после его закрытия перевёлся на III курс электрофизического отделения ЛЭТИ на специальность «Радиотехника».
Параллельно с учёбой работал с 1920 года в Кубанском областном отделе Рабоче-крестьянской инспекции (Рабкрин), на Механическом заводе «Краснолит» (Краснодар, 1921—1922), на различных временных работах (1922—1925). В феврале 1925 года зачислен в измерительный отдел Центральной радиолаборатории (ЦРЛ) Электротехнического треста заводов слабого тока (ЭТЗСТ), где занимал должности техника, лаборанта, с 1929 года — старшего лаборанта 1-й категории.
В 1930 году окончил ЛЭТИ с присвоением квалификации инженер-электрик (был учеником Н. А. Скрицкого и А. И. Берга). После этого возглавил лабораторию измерений приемной аппаратуры ЦРЛ. В том же году изобрёл способ автоматической подстройки частоты при приёме радиосигналов.
С 1936 года работал в Институте радиоприёма и акустики (ИРПА), куда перевели его лабораторию. В 1941 года защитил кандидатскую диссертацию «Проблемы и техника синхронного радиоприема».
В 1941—1944 годах работал на заводах радиопромышленности, в 1945—1953 гг. — в различных научно-исследовательских институтах. В 1949 году защитил докторскую диссертацию:
- Проблемы и техника синхронного радиоприема : диссертация … доктора технических наук : 05.00.00. — Ленинград, 1936—1940. — 242 с. : ил.

С февраля 1953 года заведовал кафедрой электроизмерений Ленинградского института авиационного приборостроения (ЛИАП).
Во второй половине 1954 года тяжело заболел: оказалась парализованной нижняя часть тела, затем отнялись и руки. После этого приступил к работе над учебником «Радиотехнические измерения», текст диктовал жене. Эта книга вышла уже после смерти учёного.
Автор ряда новых синхронных методов радиоприёма, изобретений в области избирательного детектирования, фазовой селекции, однополосного детектирования.
Награждён орденом Трудового Красного Знамени.

## Труды
- Испытание радиоприемников [Текст] / Е. Г. Момот ; Под ред. В. И. Сифорова. — Москва : Связьтехиздат, 1936 (8 тип. «Мособлполиграф»). — Обл., 248 с. : черт.; 23х15 см.
- Радиотехнические измерения [Текст]. — Москва ; Ленинград : Госэнергоиздат, 1957. — 364 с. : черт.; 23 см.
- Испытание радиоприемников [Текст] : Глав. упр. учеб. заведений НКСвязи допущено в качестве учеб. пособия для втузов связи. — 2-е изд. — Москва : Связьрадиоиздат, 1938 (Ростов н/Д : Тип. им. Коминтерна). — 267 с. : черт.; 23 см.
- Проблемы и техника синхронного радиоприема [Текст] / Е. Г. Момот. — Ленинград ; Москва : Госэнергоиздат, 1941. — 171 с. : ил.; 22 см.
- Проблемы и техника синхронного радиоприема [Текст] / [Предисл. чл.-кор. Акад. наук СССР В. И. Сифорова]. — Москва : Связьиздат, 1961. — IX, 172 с. : ил.; 23 см.
- Вопросы избирательности радиоприемников [Текст] / А. Ф. Обломов, Л. А. Токарев. Е. Г. Момот. — Москва ; Ленинград : Энергия, 1965. — 103 с. : черт.; 20 см.